# 1000-km-Rennen von Paris 1971

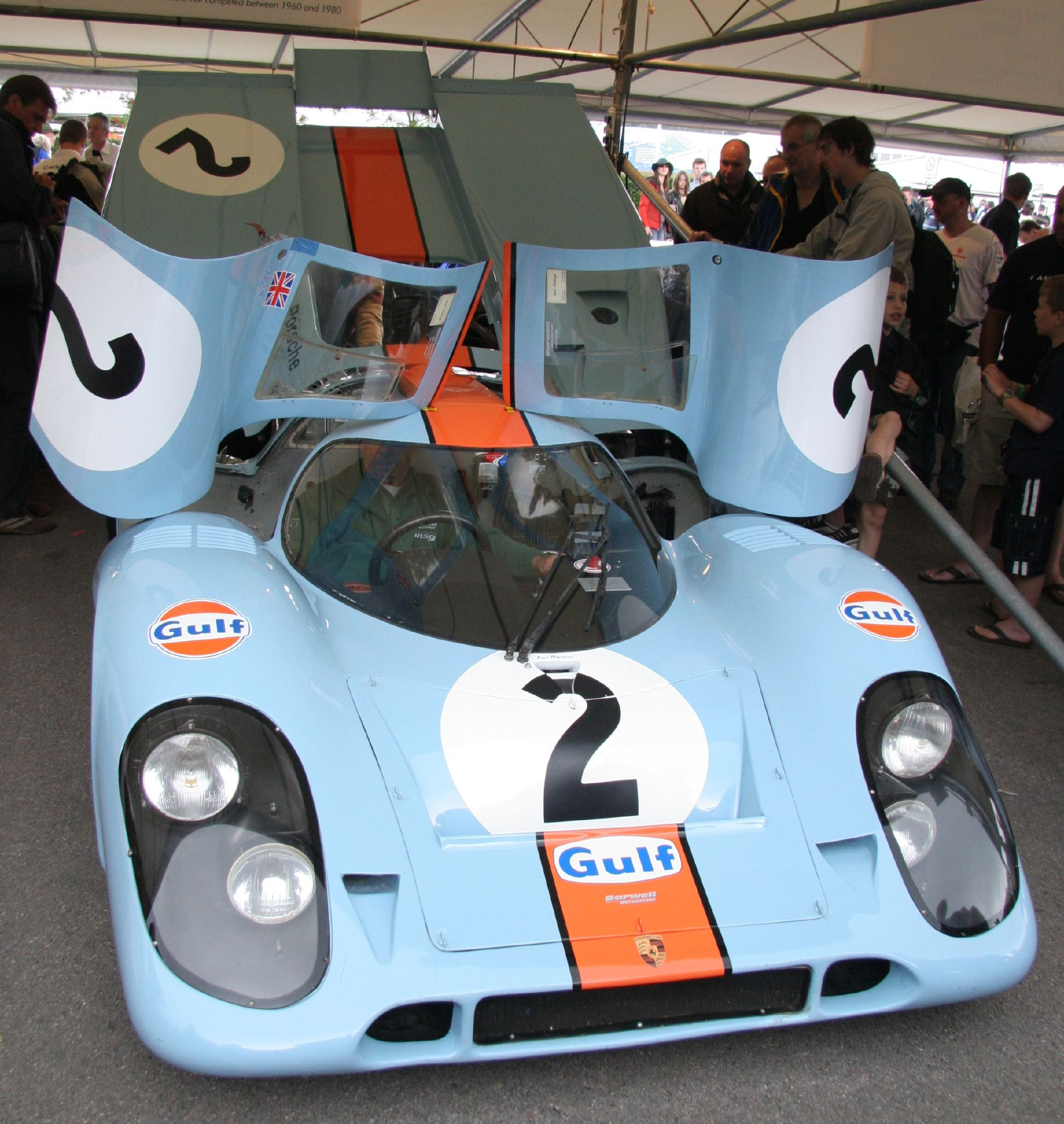
Wyer-Automotive-Porsche 917K

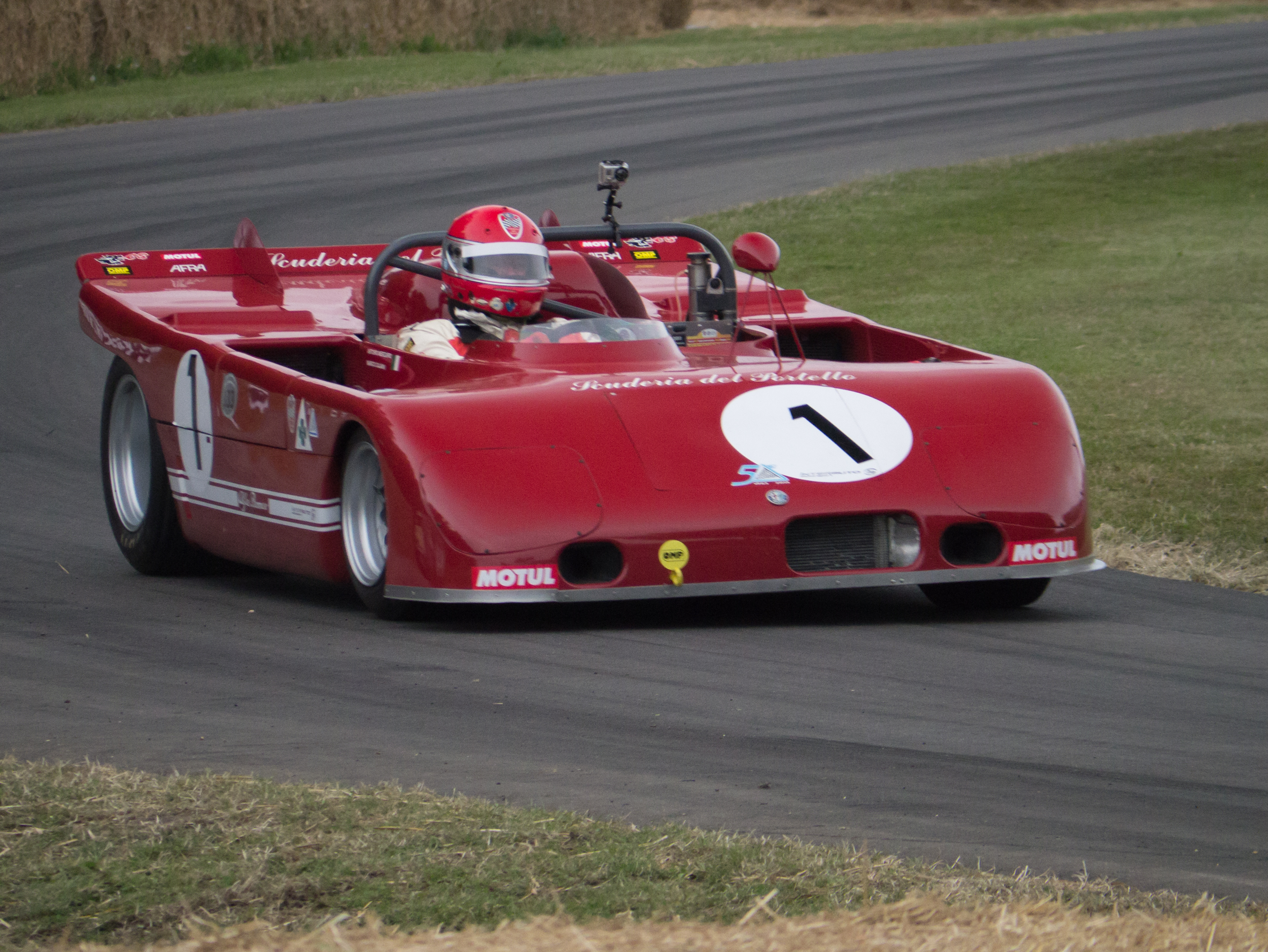
Alfa Romeo T33/TT/3

Das elfte  1000-km-Rennen von Paris, auch 1000 Kilometres de Paris, Autodrome de Linas-Montlhéry, fand am 17. Oktober 1971 auf dem Autodrome de Linas-Montlhéry statt. Das Rennen war der 14. Wertungslauf der Französischen Rundstrecken-Meisterschaft dieses Jahres.

## Das Rennen
Für die Rennstall von John Wyer war die Sportwagen-Weltmeisterschaft 1971 höchst erfolgreich verlaufen. Die vom Team eingesetzten Porsche 917K feierten fünf Saisonsiege und waren damit bei der Hälfte der Meisterschaftsläufe erfolgreich geblieben. Am Ende der Saison 1971 lief jedoch die Sonderregelung für Fünfliter-Sportwagen aus. Ab dem Jahre 1972 waren Sportwagen mit 5-Liter-Hubraum wie der Porsche 917, der Ferrari 512S, der Lola T70 oder der Ford GT40 nicht mehr für die Sportwagen-Weltmeisterschaft der FIA zugelassen. Für Wyer bedeutete dies auch das Ende der Zusammenarbeit mit Porsche.
Das Wyer-Team nutzte das 1000-km-Rennen von Paris als Abschluss der erfolgreichen Partnerschaft. Als Fahrzeug wurde das Fahrgestell #034=>013 ausgewählt. Mit diesem Wagen wurde in diesem Jahr bereits das 24-Stunden-Rennen von Daytona, das 1000-km-Rennen von Monza und das 1000-km-Rennen von Zeltweg gewonnen. Gefahren wurde der Wagen von Derek Bell und Gijs van Lennep. Zwei weitere Porsche 917 waren Spyder. Einer, gefahren von Gérard Larrousse und Leo Kinnunen, wurde von einem finnischen Team gemeldet. Der zweite Spyder, den ein deutsches Team nach Montlhéry brachte, wurde von Helmut Marko und Michel Weber gefahren.
Die schnellste Trainingszeit erzielte Helmut Marko im 917 Spyder, der eine Zeit von 2:30,500 Minuten erzielte. Er war dabei um 0,2 Sekunden schneller als Jean-Pierre Beltoise im Matra-Simca MS660. Aus der Einführungsrunde kam Henri Pescarolo, der einen Alfa Romeo T33/TT/3 fuhr, zu Fuß zurück. Auf der regennassen Fahrbahn hatte er die Kontrolle über den Wagen verloren und nach einem Unfall nicht mehr weiterfahren können. Zu Beginn dominierte Beltoise im Matra das Rennen. Nach der ersten Runde hatte er schon sieben Sekunden Vorsprung auf die Konkurrenz. Bis auf 27 Sekunden konnte er Franzose seinen Vorsprung ausbauen, dann trocknete die Strecke ab und die Porsche konnten aufholen.
Auf der nunmehr trockenen Fahrbahn übernahm Marko im Spyder die Führung, die er bis zum Ausfall wegen eines überhitzten Motors innehatte. Chris Amon fiel im Matra nach einem Getriebeschaden aus, nachdem Beltoise davor nach einer Kollision schon weit zurückgefallen war. Am Ende des Rennens hatte der Wyer-Porsche einen komfortablen Vorsprung von fünf Runden auf den Spyder von Larrousse und Kinnunen.

## Ergebnisse

### Schlussklassement
| 1               | Gr. 5 | 4  | J. W. Automotive          | Derek Bell Gijs van Lennep             | Porsche 917K           | 128 |
| 2               | Gr. 6 | 3  | A.A.W.                    | Gérard Larrousse Leo Kinnunen          | Porsche 917 Spyder     | 123 |
| 3               | Gr. 6 | 9  | Charles Pozzi             | Jean-Claude Andruet Claude Ballot-Léna | Ferrari 365 GTB/4      | 112 |
| 4               | Gr. 6 | 20 |                           | Claude Swietlik Gilbert Salles         | Lola T210              | 110 |
| 5               | Gr. 4 | 39 |                           | Erwin Kremer Günther Huber             | Porsche 911S 2.4       | 109 |
| 6               | Gr. 4 | 31 |                           | Björn Waldegård Pierre Mauroy          | Porsche 911S 2.4       | 109 |
| 7               | Gr. 4 | 29 |                           | Claude Haldi Paul Keller               | Porsche 911S 2.4       | 108 |
| 8               | Gr. 6 | 24 | Brian Martin Developments | Brian Martin Martin Raymond            | Martin BM8             | 104 |
| 9               | Gr. 4 | 36 |                           | Jean-Claude Guérie Bernard Chenevière  | Porsche 911S 2.4       | 102 |
| 10              | Gr. 4 | 38 |                           | Raymond Touroul André Anselme          | Porsche 911S 2.4       | 102 |
| 11              | Gr. 5 | 22 |                           | Brian Robinson Jean-Louis Lafosse      | Chevron B16            | 95  |
| 12              | Gr. 5 | 18 | Mike Coombe               | Mike Coombe Pierre-François Rousselot  | Lola T70 Mk.3B GT      | 95  |
| 13              | Gr. 5 | 25 |                           | Tony Birchenhough Brian Joscelyne      | Chevron                |     |
| Disqualifiziert |       |    |                           |                                        |                        |     |
| 14              | Gr. 6 | 15 | DART                      | Bob Wollek John Burton                 | Chevron B19            | 91  |
| 15              | Gr. 5 | 23 |                           | Roger Heavens Mike Garton              | Chevron B16            |     |
| Ausgefallen     |       |    |                           |                                        |                        |     |
| 16              | Gr. 6 | 10 | Matra Sports              | Jean-Pierre Beltoise Chris Amon        | Matra-Simca MS660      | 82  |
| 17              | Gr. 4 | 37 |                           | Jacky Dechaumel Jean-Claude Parot      | Porsche 911S           |     |
| 18              | Gr. 6 | 27 |                           | Michel Dupont Jean-Pierre Bodin        | Chevron B19            |     |
| 19              | Gr. 6 | 5  | Gesipa                    | Helmut Marko Michel Weber              | Porsche 917 Spyder     | 61  |
| 20              | Gr. 5 | 6  | Escuderia Montjuich       | Jean-Pierre Jabouille José Juncadella  | Ferrari 512M           | 53  |
| 21              | Gr. 6 | 16 | Red Rose                  | John Lepp John Hine                    | Chevron B19            |     |
| 22              | Gr. 4 | 30 |                           | Aake Andersson Jürgen Barth            | Porsche 911S 2.4       |     |
| 23              | Gr. 6 | 26 | Tom Clapham               | François Migault Jean-Claude Guenard   | Taydec Mk.3            |     |
| 24              | Gr. 6 | 2  | Racing Team VDS           | Teddy Pilette Gustave Gosselin         | Lola T70 Mk.3B GT      |     |
| 25              | Gr. 4 | 1  | Greder Racing             | Henri Greder Marie-Claude Charmasson   | Chevrolet Corvette 427 |     |
| 26              | Gr. 6 | 21 |                           | Peter Hanson Bob Howlings              | Lola T210              |     |
| 27              | Gr. 6 | 19 |                           | Alain Finkel Alain Serpaggi            | Lola T212              |     |
| 28              | Gr. 6 | 14 | Red Rose                  | Jean-Pierre Jaussaud John Bridges      | Chevron B19            |     |
| 29              | Gr. 6 | 11 | André Wicky               | André Wicky Max Cohen-Olivar           | Porsche 908/02         |     |
| 30              | Gr. 6 | 17 |                           | John Bamford Peter Creasey             | Chevron B19            |     |
| 31              | Gr. 5 | 7  | Gelo Racing Team          | Georg Loos Franz Pesch                 | Ferrari 512M           |     |
| 32              | Gr. 5 | 8  | Scuderia Brescia Corse    | Mario Casoni Marsilio Pasotti          | Ferrari 512M           |     |
| Nicht gestartet |       |    |                           |                                        |                        |     |
| 33              | Gr. 6 | 12 | Autodelta                 | Henri Pescarolo Rolf Stommelen         | Alfa Romeo T33/TT/3    | 1   |
| 34              | Gr. 4 | 35 |                           | Günter Steckkönig Dieter Schmid        | Porsche 911S 2.4       | 2   |
| 35              | Gr. 4 | 28 | Squadra Tartaruga         | Ernst Seiler Dieter Spoerry            | Porsche 914/6          | 3   |
| 36              | Gr. 4 | 32 |                           | Jean-Claude Lagniez Jean Égreteaud     | Porsche 911S           | 4   |
| 37              | Gr. 4 | 34 |                           | Guy Verrier Garal                      | Porsche 911S           | 5   |

1 Unfall in der Einführungsrunde
2 nicht gestartet
3 nicht qualifiziert
4 nicht qualifiziert
5 nicht qualifiziert

### Nur in der Meldeliste
Hier finden sich Teams, Fahrer und Fahrzeuge die ursprünglich für das Rennen gemeldet waren, aber aus den unterschiedlichsten Gründen daran nicht teilnahmen.
| Pos. | Klasse | Nr. | Team      | Fahrer | Chassis             |
| ---- | ------ | --- | --------- | ------ | ------------------- |
| 38   | Gr. 6  |     | Autodelta |        | Alfa Romeo T33/TT/3 |

### Klassensieger
| Klasse | Fahrer           | Fahrer          | Fahrzeug           | Platzierung im Gesamtklassement |
| ------ | ---------------- | --------------- | ------------------ | ------------------------------- |
| Gr. 6  | Gérard Larrousse | Leo Kinnunen    | Porsche 917 Spyder | Rang 2                          |
| Gr. 5  | Derek Bell       | Gijs van Lennep | Porsche 917K       | Gesamtsieg                      |
| Gr. 4  | Erwin Kremer     | Günther Huber   | Porsche 911S 2.4   | Rang 5                          |

### Renndaten
- Gemeldet: 38
- Gestartet: 32
- Gewertet: 13
- Rennklassen: 3
- Zuschauer: unbekannt
- Wetter am Renntag: immer wieder Regen
- Streckenlänge: 7,856 km
- Fahrzeit des Siegerteams: 6:14:22,800 Stunden
- Gesamtrunden des Siegerteams: 128
- Gesamtdistanz des Siegerteams: 1005,568 km
- Siegerschnitt: 161,177 km/h
- Pole Position: Helmut Marko – Porsche 917 Spyder (#5) – 2:30,300
- Schnellste Rennrunde: Helmut Marko – Porsche 917 Spyder (#5) – 2:30,500
- Rennserie: 14. Lauf der Französischen Rundstrecken-Meisterschaft 1971